# Baldomero Hernández Muro
Baldomero Hernández Muro (n. Los Rodartes, Jerez de Garcia Salinas, Zacatecas; 27 de febrero de 1932) es un empresario, ganadero y político mexicano.
Tomó el cargo de Presidente Municipal de Villanueva durante el periodo 1974-1976 por parte del Partido Revolucionario Institucional (PRI).
Actualmente se sigue dedicando al comercio y la agricultura, además de ser un hombre comprometido con la sociedad.
Contrajo matrimonio en 1952 con Juana María Cárdenas García y tuvieron 12 hijos.

## Biografía

### Infancia
Baldomero Hernández Muro, Hijo de Basilio Hernández y María Muro, nació el 27 de febrero de 1932, en una Hacienda llamada “Los Rodartes”, la cual se encuentra ubicada en el municipio Jerez de Garcia Salinas en el estado de Zacatecas, donde de igual manera nacieron sus hermanos Esperanza, Rogelio, Amparo, Ofelia, Amalia. Después de varios años viviendo en esta hacienda se mudaron a Villanueva, Zacatecas, y allí comenzaron una nueva vida. 
Sus padres Basilio Hernández y María Muro deseaban darle a sus hijos una mejor vida que la de ellos, por lo que dieron educación a todos sus hijos. Baldomero curso una aparte de su educación primaria en “Los Rodartes”, y la otra en Villanueva y debido a que desde muy pequeño comenzó a trabajar con su padre en los negocios terminó sus estudios hasta la educación primaria. 

### Juventud
Cuando Baldomero terminó con su educación comenzó a trabajar con su padre dentro de los negocios de agricultura y ganadería, pero pocos años más tarde conoció a su esposa Juana María Cárdenas García. 
Al contraer matrimonio comenzó a crear sus primeros negocios. Como primer negocio propio, era un transporte público (camión) que él administraba en sociedad con algunos amigos de su papá. Años más tarde comenzó con un nuevo negocio, en sociedad con su papá, ahora el negocio consistía en poner carpas de cine en diferentes puntos del estado en donde no contaban con este. Junto con este negocio comenzó a introducirse en el campo de los negocios ganaderos y de agricultura, el cual más adelante se convertiría en el más fuerte de sus negocios, haciéndolo conocido en este medio. Todos esto pocos años después le serviría de Baldomero en sus cultivos apoyo para su próximo objetivo

### Período político
Baldomero comenzó a hacerse en un hombre conocido por el pueblo villanovense, lo que más tarde le ayudó a dejar su huella en el ámbito político. El fiel siempre a su pueblo y a su partido de afiliación (PRI), encabeza las elecciones a Presidente de Villanueva de 1974-1976, obteniendo unos espléndidos resultados, entre como Presidente del municipio de Villanueva el año de 1974. Como Presidente en uno de sus proyectos Durante su periodo, fue apreciado por muchas más personas, más de cómo lo era antes.Fue caracterizado por ser un hombre bondadoso, no corrupto, y que apoyaba a la gente que lo necesitaba. Una de las acciones más importantes durante el periodo que gobernó fue la instalación del Primer Centro de Salud en Villanueva, ya que para esos tiempos el único lugar al que podían asistir a recibir atención médica era el hospital de Zacatecas, de igual manera fueron instalados más centros de salud en varias rancherías del municipio. Durante el su periodo como Presidente Municipal destaca la presencia del Gobernador Pamanes, además de personas que se hicieron notar mediante las Ferias Municipales de su periodo, como: Silvia Huerta Montoya, Teresa de Avila Gálvez, Alicia Corvera Marquez, quienes tuvieron un lugar especial como Reinas de la feria Al terminar su periodo como Presidente Municipal de Villanueva en 1976, el continuo con su trabajo y se volvió a enfocar en sus negocios. 

### Después de la política
Después de que terminó su periodo como Presidente Municipal se dedicó nuevamente a sus negocios. Para expandir y aumentar su negocio compró camiones de carga para transportar sus productos a diferentes partes de la República como Monterrey, Saltillo, Guadalajar y Aguascalientes, entre otros más. Además puso una tienda de abarrotes que surtía a la mayoría de las rancherías del municipio. Compró además un molino, y molia diferentes tipos de granos propios, además que era uno más de los servicios que ofrecía. Otra de las cosas a las que se dedicó después de la política fue a disfrutar de actividades que a él le parecieran placenteras, tales como, cabalgar y viajar. Actualmente cuenta con 81 años de edad, y se encuentra viviendo en el municipio de Villanueva. Aún cuenta con algunos de sus negocios, aunque debido a su edad ya no lo practica con frecuencia. 